# Hypopachus
Genre
Hypopachus est un genre d'amphibiens de la famille des Microhylidae.

## Répartition
Ce genre regroupe quatre espèces qui se rencontrent du Sud des États-Unis jusqu'en Amérique centrale.

## Liste des espèces
Selon Amphibian Species of the World (18 novembre 2013) :
- Hypopachus barberi Schmidt, 1939
- Hypopachus pictiventris (Cope, 1886)
- Hypopachus ustus (Cope, 1866)
- Hypopachus variolosus (Cope, 1866)

## Publication originale
- Keferstein, 1867 : Über einige neue oder seltene Batrachier aus Australien und dem tropischen Amerika. Nachrichten von der königlichen Gesellschaft der Wissenschaften zu Göttingen, vol. 18, p. 341-361 (texte intégral).